# Brachttal
Brachttal ist eine Gemeinde im südhessischen Main-Kinzig-Kreis. Die Gemeindeverwaltung liegt im Ortsteil Schlierbach.

## Geographie

### Geographische Lage
Brachttal liegt im südlichen Vogelsberg am östlichen Rand des Rhein-Main-Gebiets. Durch die Gemeinde fließen die Bracht und der Reichenbach, der wiederum beim Brachttaler Ortsteil Schlierbach in die Bracht mündet. Drei der Ortsteile: Schlierbach, Neuenschmidten und Hellstein liegen im Tal von Bracht und Reichenbach, während die anderen drei bereits auf den ansteigenden Höhen des Vogelsberges liegen, Spielberg und Streitberg auf der Spielberger Platte, rechts der Bracht und Udenhain links der Bracht.

### Gemeindegliederung
Die Gemeinde Brachttal besteht aus den folgenden sechs Ortsteilen:
- Hellstein
- Neuenschmidten
- Schlierbach (Sitz der Gemeindeverwaltung)
- Spielberg
- Streitberg
- Udenhain

### Nachbargemeinden
Brachttal grenzt im Norden an die Gemeinden Kefenrod (Wetteraukreis) und Birstein, im Osten an die Stadt Bad Soden-Salmünster sowie im Süden und Westen an die Stadt Wächtersbach.
|              | Kefenrod (Wetteraukreis) und Birstein       |                      |
| Wächtersbach | Kompassrose, die auf Nachbargemeinden zeigt | Bad Soden-Salmünster |
|              | Wächtersbach                                |                      |

## Geschichte
Die Gemeinde Brachttal entstand im Zuge der Gebietsreform in Hessen am 1. Juli 1970 durch den freiwilligen Zusammenschluss der selbstständigen Gemeinden Schlierbach, Hellstein und Neuenschmidten. Die Namensgebung wurde hierbei im Rahmen eines Schülerwettbewerbes ausgeschrieben. Brachttal leitet sich aus dem Namen des Flusses Bracht ab, welcher durch die Ortsteile Neuenschmidten und Schlierbach fließt. Am 1. Februar 1971 kamen Spielberg und Streitberg auf freiwilliger Basis hinzu. Nochmals drei Jahre später, am 1. Juli 1974, wurde kraft Landesgesetz auch Udenhain in die Gemeinde Brachttal eingegliedert.

### Ortsbezirke
Für die Gebiete der sechs ehemalig selbständigen Gemeinden wurde je ein Ortsbezirk mit Ortsbeirat und Ortsvorsteher nach der Hessischen Gemeindeordnung eingerichtet.
Die jeweils eigenen Geschichten der vorher selbständigen Ortsteile drücken sich unter anderem in ihren Gründungsurkunden aus. So geht Hellstein bis auf die Zeit um 900 n. Chr. zurück. Spielberg wird urkundlich erstmals im Jahre 1258 als de Spegelberge genannt, Slierbach wird, ebenso wie die Waldschmiede, aus der Neuenschmidten hervorgegangen ist, zum ersten Mal im Jahre 1276 urkundlich erwähnt, Udenhain findet im Jahre 1325 eine urkundliche Ersterwähnung und Streitberg ist seit 1573 in den Annalen zu finden. Die älteste bekannte Erwähnung von Streitberg erfolgte im Jahr 1677 unter dem Namen „Striperg“.

### Jüdisches Leben

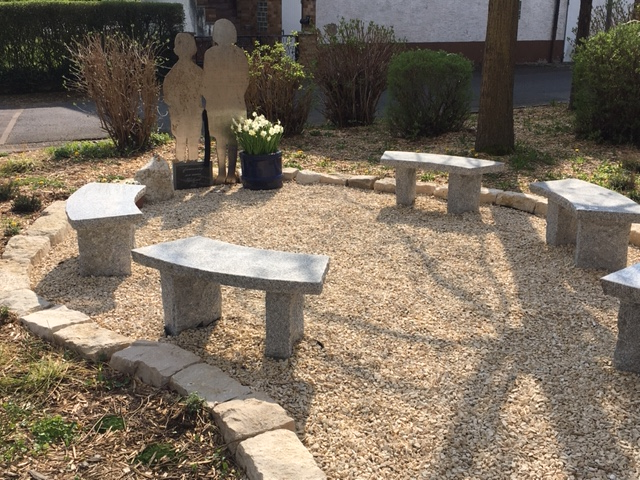
Weißer Garten Hellstein – Mahnmal wider das Vergessen der jüdischen Mitbewohner

Jüdisches Leben ist bereits seit Anfang des 19. Jahrhunderts, insbesondere in den Ortsteilen Hellstein, Udenhain und Schlierbach überliefert und belegt. Während die Zahl der jüdischen Einwohner in Schlierbach noch eher klein, in Udenhain zeitweise sogar einstellig war, wurde in Hellstein 1868 eine selbständige jüdische Gemeinde gegründet. Zuvor waren die jüdischen Bewohner an die jüdische Gemeinde in Birstein gebunden. Dort wurden auch die Toten beigesetzt. Die Gemeinde in Hellstein besaß eine Synagoge. Im Synagogengebäude befand sich auch eine jüdische Religionsschule und ein rituelles Bad (Mikwe). „Die jüdischen Familien in Hellstein lebten in guten wirtschaftlichen Verhältnissen. Es gab unter den jüdischen Familienvorständen drei Viehhändler, einen Metzger und einen Gastwirt“. Die jüdische Gemeinde bestand bis 1938, als die Synagoge (unter Zwang) verkauft wurde. Die meisten ehemaligen jüdischen Bewohner kamen in Konzentrationslagern um, nur wenigen gelang die Flucht in die USA.

## Bevölkerung

### Einwohnerstruktur 2011
Nach den Erhebungen des Zensus 2011 lebten am Stichtag dem 9. Mai 2011 in Brachttal 5207 Einwohner. Darunter waren 264 (5,1 %) Ausländer, von denen 98 aus dem EU-Ausland, 136 aus anderen europäischen Ländern und 30 aus anderen Staaten kamen. (Bis zum Jahr 2020 erhöhte sich die Ausländerquote auf 8,9 %.) Nach dem Lebensalter waren 897 Einwohner unter 18 Jahren, 2118 zwischen 18 und 49, 1200 zwischen 50 und 64 und 990 Einwohner waren älter. Die Einwohner lebten in 2169 Haushalten. Davon waren 554 Singlehaushalte, 629 Paare ohne Kinder und 774 Paare mit Kindern, sowie 183 Alleinerziehende und 29 Wohngemeinschaften. In 429 Haushalten lebten ausschließlich Senioren und in 1449 Haushaltungen lebten keine Senioren.

### Einwohnerentwicklung
| Brachttal: Einwohnerzahlen von 1970 bis 2020                             | Brachttal: Einwohnerzahlen von 1970 bis 2020 | Brachttal: Einwohnerzahlen von 1970 bis 2020 | Brachttal: Einwohnerzahlen von 1970 bis 2020 | Brachttal: Einwohnerzahlen von 1970 bis 2020 |
| ------------------------------------------------------------------------ | -------------------------------------------- | -------------------------------------------- | -------------------------------------------- | -------------------------------------------- |
| Jahr                                                                     |                                              |                                              |                                              | Einwohner                                    |
| 1970                                                                     | 1970                                         |                                              | 2.448                                        | 2.448                                        |
| 1973                                                                     | 1973                                         |                                              | 4.393                                        | 4.393                                        |
| 1975                                                                     | 1975                                         |                                              | 4.437                                        | 4.437                                        |
| 1980                                                                     | 1980                                         |                                              | 4.629                                        | 4.629                                        |
| 1985                                                                     | 1985                                         |                                              | 4.730                                        | 4.730                                        |
| 1990                                                                     | 1990                                         |                                              | 4.814                                        | 4.814                                        |
| 1995                                                                     | 1995                                         |                                              | 5.343                                        | 5.343                                        |
| 2000                                                                     | 2000                                         |                                              | 5.446                                        | 5.446                                        |
| 2005                                                                     | 2005                                         |                                              | 5.333                                        | 5.333                                        |
| 2010                                                                     | 2010                                         |                                              | 5.168                                        | 5.168                                        |
| 2011                                                                     | 2011                                         |                                              | 5.207                                        | 5.207                                        |
| 2015                                                                     | 2015                                         |                                              | 5.137                                        | 5.137                                        |
| 2020                                                                     | 2020                                         |                                              | 5.080                                        | 5.080                                        |
| Quellen: LAGIS; Hessisches Statistisches Informationssystem; Zensus 2011 |                                              |                                              |                                              |                                              |

### Religionsstatistik
| • 1987: | 3382 evangelische (= 73,1 %), 827 katholische (= 17,9 %), 415 sonstige (= 9,0 %) Einwohner   |
| • 2011: | 3012 evangelische (= 57,8 %), 895 katholische (= 17,2 %), 1301 sonstige (= 25,0 %) Einwohner |

## Politik

### Gemeindevertretung
Die Kommunalwahl am 14. März 2021 lieferte folgendes Ergebnis, im Vergleich gesetzt zu früheren Kommunalwahlen:.
| Sitzverteilung in der Gemeindevertretung 2021Insgesamt 25 Sitze - SPD: 9 - FW: 9 - CDU: 7 | Parteien und Wählergemeinschaften | Parteien und Wählergemeinschaften           | % 2021 | Sitze 2021 | % 2016 | Sitze 2016 | % 2011 | Sitze 2011 | % 2006 | Sitze 2006 | % 2001 | Sitze 2001 |
| Sitzverteilung in der Gemeindevertretung 2021Insgesamt 25 Sitze - SPD: 9 - FW: 9 - CDU: 7 | SPD                               | Sozialdemokratische Partei Deutschlands     | 34,1   | 9          | 27,7   | 7          | 36,5   | 9          | 32,3   | 8          | 49,8   | 12         |
| Sitzverteilung in der Gemeindevertretung 2021Insgesamt 25 Sitze - SPD: 9 - FW: 9 - CDU: 7 | CDU                               | Christlich Demokratische Union Deutschlands | 28,0   | 7          | 28,3   | 7          | 30,6   | 8          | 32,8   | 8          | 34,1   | 9          |
| Sitzverteilung in der Gemeindevertretung 2021Insgesamt 25 Sitze - SPD: 9 - FW: 9 - CDU: 7 | FW BRACHTTAL                      | Freie Wähler Brachttal                      | 37,8   | 9          | 23,6   | 6          | 22,0   | 5          | 23,1   | 6          | —      | —          |
| Sitzverteilung in der Gemeindevertretung 2021Insgesamt 25 Sitze - SPD: 9 - FW: 9 - CDU: 7 | GRÜNE                             | Bündnis 90/Die Grünen                       | —      | —          | 6,5    | 2          | 10,4   | 3          | 7,1    | 2          | 7,4    | 2          |
| Sitzverteilung in der Gemeindevertretung 2021Insgesamt 25 Sitze - SPD: 9 - FW: 9 - CDU: 7 | GFV                               | Gemeinsam für Veränderungen                 | —      | —          | 13,3   | 3          | —      | —          | —      | —          | —      | —          |
| Sitzverteilung in der Gemeindevertretung 2021Insgesamt 25 Sitze - SPD: 9 - FW: 9 - CDU: 7 | FDP                               | Freie Demokratische Partei                  | —      | —          | 0,5    | 0          | 0,5    | 0          | —      | —          | —      | —          |
| Sitzverteilung in der Gemeindevertretung 2021Insgesamt 25 Sitze - SPD: 9 - FW: 9 - CDU: 7 | REP                               | Die Republikaner                            | —      | —          | —      | —          | —      | —          | 4,7    | 1          | 8,7    | 2          |
| Sitzverteilung in der Gemeindevertretung 2021Insgesamt 25 Sitze - SPD: 9 - FW: 9 - CDU: 7 | gesamt                            | gesamt                                      | 100,0  | 25         | 100,0  | 25         | 100,0  | 25         | 100,0  | 25         | 100,0  | 25         |
| Sitzverteilung in der Gemeindevertretung 2021Insgesamt 25 Sitze - SPD: 9 - FW: 9 - CDU: 7 | Wahlbeteiligung in %              | Wahlbeteiligung in %                        | 53,6   | 53,6       | 54,0   | 54,0       | 51,8   | 51,8       | 52,0   | 52,0       | 68,0   | 68,0       |

### Bürgermeister
Nach der hessischen Kommunalverfassung wird der Bürgermeister für eine sechsjährige Amtszeit gewählt, seit dem Jahr 1993 in einer Direktwahl, und ist Vorsitzender des Gemeindevorstands, dem in der Gemeinde Brachttal neben dem Bürgermeister ehrenamtlich ein Erster Beigeordneter und fünf weitere Beigeordnete angehören. Bürgermeister ist seit dem 15. Juni 2017 der parteiunabhängige Wolfram Zimmer. Er wurde als Nachfolger von Christoph Stürz (SPD), der nach einer Amtszeit nicht wieder kandidiert hatte, am 5. März 2017 im ersten Wahlgang bei 57,3 Prozent Wahlbeteiligung mit 64,8 Prozent der Stimmen gewählt. Es folgte eine Wiederwahl im November 2022.
Amtszeiten der Bürgermeister
- 2017–2029 Wolfram Zimmer[20]
- 2011–2017 Christoph Stürz (SPD)[21]
- 2001–2011 Mirko Schütte (Amtsantritt 1. November 2001, hat sich nach erfolgreichem Abwahlantrag der Gemeindevertretung am 5. Februar 2011 vorzeitig aus dem Amt in den Ruhestand verabschiedet und entging damit einem Bürgerentscheid zur Abwahl. Christoph Stürz leitete als Erster Beigeordneter die Gemeindeverwaltung kommissarisch bis zur Amtsübernahme als gewählter Bürgermeister.)[24]
- 1989–2001 Werner Gölz (SPD)[25]

### Wappen und Flagge

#### Wappen
Blasonierung: „In Rot einen goldenen Lindenzweig mit sechs goldenen Blättern und im Schildfuß drei goldene Wellenbalken, dazu in der silbernen Flanke rechts zwei schwarze Balken.“
Das Wappen wurde am 29. Oktober 1984 durch das Hessische Innenministerium genehmigt, gestaltet wurde es durch den Bad Nauheimer Heraldiker Heinz Ritt.

#### Flagge
Am 24. Juli 1985 wurde der Gemeinde Brachttal durch das Hessische Innenministerium eine Flagge genehmigt, die wie folgt beschrieben wird:
„Die Flagge der Gemeinde Brachttal zeigt zwischen roten Seitenstreifen auf breiter weißer Mittelbahn das in der Oberen Hälfte aufgelegt Gemeindewappen“.

### Gemeindepartnerschaften
- Rybatschi, Russland (Rossitten im ehemaligen Ostpreußen) – seit 28. März 2015.[27]

## Kultur und Sehenswürdigkeiten

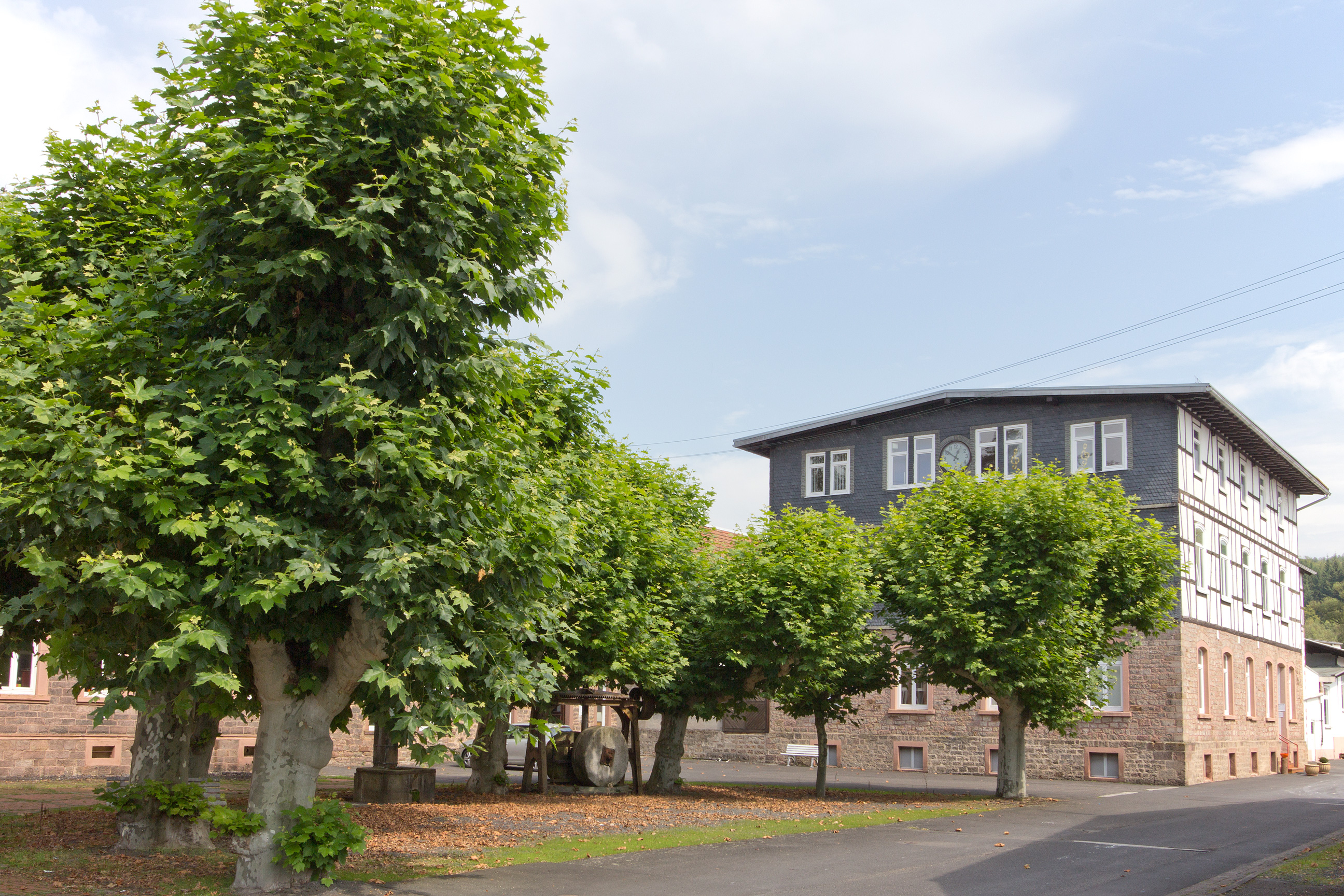
Waechtersbacher Keramik – Verwaltungsgebäude

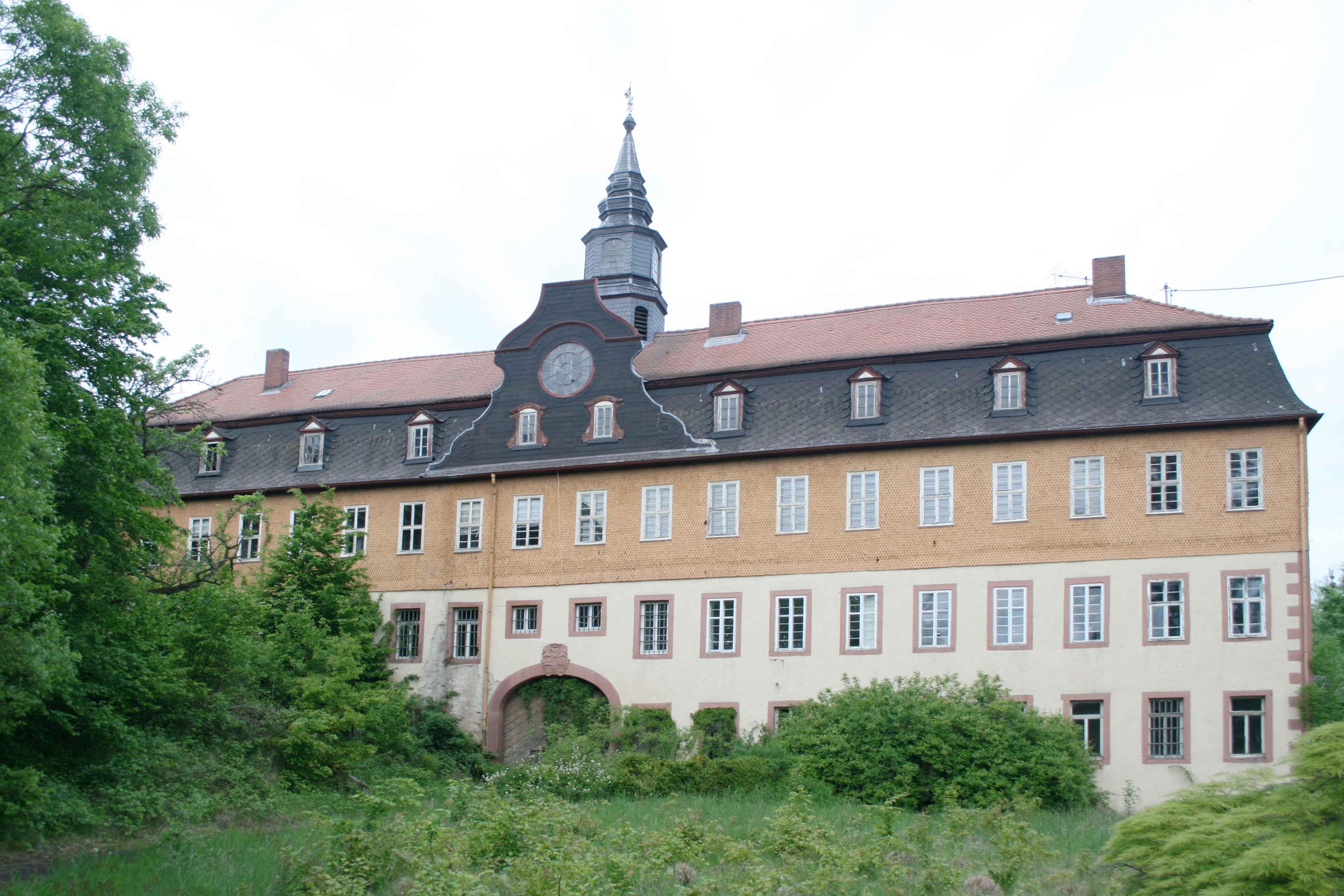
Schloss Eisenhammer

### Bildung

#### Kindertagesstätten
Der nahe Kindergarten Regenbogen im Ortsteil Neuenschmidten verfügt über 3 Gruppen in dem bis zu 55 Kinder ab 3 Jahren bis zum Schulbeginn betreut werden. Ebenso wie der Kindergarten Regenbogen befindet sich auch die benachbarte Kita Schatzkiste in städtischer Trägerschaft.

#### Schulen
Ende der 1950er Jahre kamen die damals noch unabhängigen drei Gemeinden Schlierbach, Neuenschmidten und Hellstein überein, eine größere „Zentralschule“ zu bauen. Die in den jeweiligen Orten vorhandenen „einklassigen Schulen waren in einem schlechten Zustand“. Eine neue Schule wurde am 12. Januar 1961 eingeweiht. Schon bald (1966) erfolgte, wegen des raschen Wachstums der Schülerzahl, eine erste Erweiterung, weitere folgten 1990 und 2003.
Die Schule entwickelte sich nach und nach von einer Schule mit Primar- und Sekundarstufe zu einer reinen Grundschule. Deren Einzugsbereich waren jetzt nicht nur die drei Talgemeinden Brachttals, sondern auch die auf der Spielberger Platte gelegenen Orte Streitberg, Spielberg sowie die Wächtersbacher Berggemeinden Wittgenborn, Waldensberg und Leisenwald. Udenhain wurde erst 1974 in die Gemeinde Brachttal eingemeindet. Deshalb sind die dort wohnenden Kinder in der Grundschule Birstein verblieben.
Die weiterführende Schule für die Gemeinde Brachttal mit ihren Ortsteilen ist die im Stadtzentrum von Wächtersbach befindliche kooperative Gesamtschule, die Friedrich-August-Genth-Schule. Alle Ortsteile sind mit Buslinien an dieses Schulzentrum angebunden. Für den gymnasialen Abschluss steht das Grimmelshausen-Gymnasium Gelnhausen zur Verfügung.

#### Bücherei
Die Gemeindebücherei befindet sich im Ortsteil Udenhain, zudem gibt es einen öffentlichen Bücherschrank am evangelischen Pfarrhaus in Schlierbach.

#### Museen
Im Brachttaler Ortsteil Spielberg befindet sich das vom Museums- und Geschichtsverein Brachttal betriebene Brachttal-Museum. Neben einer umfangreichen Sammlung an Waechtersbacher Keramik werden hier Sonderausstellungen mit wechselnden Themen gezeigt. Im Dachgeschoss des Museums befindet sich ein Modelleisenbahn-Nachbau der Strecke der Vogelsberger Südbahn. Das Museum verfügt zudem über Vitrinen, in denen die Ausgrabungsgegenstände der Spielberger Burg gezeigt werden.

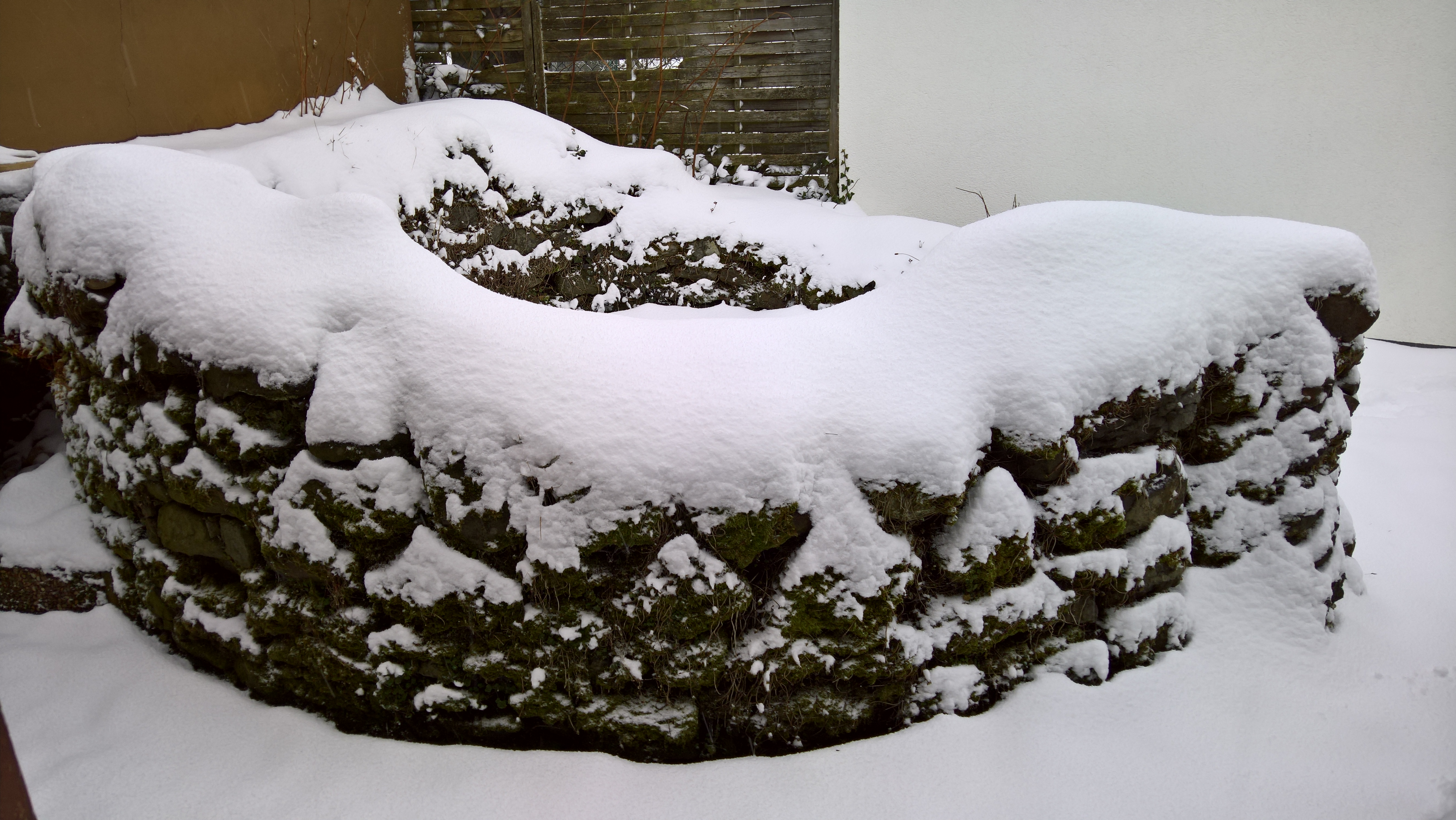
Turmstumpf Burgstall Spyelberg

Im Brachttaler Ortsteil Streitberg befindet sich das privat betriebene Lindenhof-Museum, in welchem sich ebenfalls eine umfangreiche Sammlung von Gegenständen der Wächtersbacher Steingutfabrik verschiedener Stilepochen (Historismus, Jugendstil, Art Déco) befindet.

#### Vereine
Eine Reihe von Vereinen repräsentieren das gesellschaftliche Leben der Gemeinde Brachttal.
Unter ihnen sind:
- Museums- und Geschichtsverein
- SV Brachttal e. V.
- Musikverein Brachttal
- Karnevalsverein Dippegucker Brachttal 1955 e. V.,

und weitere.
Hinzu kommen Vereine in den Ortsteilen der Gemeinde. Insgesamt sind es über 50 Vereine.

### Bauwerke
Weithin sichtbare Landmarken:
- Schloss Eisenhammer
- Gebäude der Wächtersbacher Keramik
- Windpark Brachttal-Streitberg
- Windpark bei Spielberg
- Sendeturm bei Udenhain

### Naturdenkmale
- Tausendjährige Eiche in der Nähe des Schlosses Eisenhammer, diese ist eine Sehenswürdigkeit des Naturerlebnispfads „Wasser von Brachttal“. Mit einem Brusthöhenumfang von 7,88 m (2014) gehört sie zu den dicksten Eichen in Deutschland.[32] Standort: 50° 19′ 9,9″ N, 9° 17′ 5,1″ O

### Sport und Freizeit

#### Wandern und Radsport
- Rundweg/Naturerlebnispfad „Wasser von Brachttal“ mit verschiedenen Stationen u. a. einer Kneippanlage
- Die Spessartfährte: Brachttaler Steingut-Panorama ist einer von neun Rundwanderwegen seiner Art[33], die als Tagestouren längs des Spessartbogens[34] einen vertieften Einblick in die Landschaft erlauben. Er und berührt viele Sehenswürdigkeiten der Kommune und führt durch die Ortsteile Schlierbach, Hellstein, Neuenschmidten, Spielberg und Streitberg. Der Wanderweg ist rund 12 km lang und die Schwierigkeit wird als „mittel“ eingestuft[35].
- Der „Schlierbacher Fabriksweg“ ist ein etwa 40-minütiger Fußweg zwischen Wittgenborn und Schlierbach. Er war der alltägliche Arbeitsweg der ehemaligen Töpfer von Wittgenborn, die dann zu Arbeitern in der Waechtersbacher Keramik geworden waren. Auf diesem Wege brachten auch die Ehefrauen der „Fabriker“, wie sie genannt wurden, jeden Mittag ihren Männern in Henkelgefäßen das Mittagessen. Am Waldrand oberhalb von Schlierbach hatten diese sich durch Aufstellen von Bänken einen „Picknickplatz“ eingerichtet.[36]
- Auch der Lahn-Kinzig-Weg, ein Wanderweg des Vogelsberger Höhenclubs führt durch das Brachttal.[37]
- Neben dem Vogelsberger Südbahnradweg gibt es noch eine Reihe weiterer Radwege mit Bezug zu Brachttal (siehe Kapitel Radwege).

#### Sportvereine
- Der Sportverein SV Brachttal setzt sich aus den Abteilungen Fußball, Lauftreff und Damengymnastik (inklusive Kinderturnen) zusammen.
- Im Ortsteil Spielberg ist der BSC (Ball-Spiel-Club) 1922 Spielberg zu Hause. Dieser Verein betreibt in erster Linie Fußball, seit 1995 auch Damenfußball.
- Im Ortsteil Udenhain spielt der Fußballclub FC Vorwärts Udenhain.
- Der Tischtennisverein TTV Brachttal spielt in der Sporthalle der Grundschule Brachttal.
- Der JSV Neuenschmidten ist der erfolgreichste Sportverein in Brachttal und mehrfacher deutscher Meister im Einradfahren.
- Skilanglauf auf der Loipe bei Udenhain

### Regelmäßige Veranstaltungen
- Brachttaler Weihnachtsmarkt
- Fastnachtsumzüge in Hellstein und Udenhain
- Anlassen mit Motorrad-Gottesdienst in der Erlöserkirche Hellstein
- Oldtimer- und Tuningtreffen Flach an der Bracht

## Infrastruktur und  Wirtschaft

### Dorfgemeinschaftshäuser
Alle Ortsteile der Gemeinde Brachttal verfügen über Dörfgemeinschaftshäuser. Neben der kommunalen Nutzung können sie auch für private Veranstaltungen aller Art, Familienfeiern, Präsentationen, Seminare und Ähnliches gebucht werden.

### Freiwillige Feuerwehr
Alle sechs Ortsteile von Brachttal haben jeweils eigene Freiwillige Feuerwehren mit entsprechenden Stützpunkten.

### Verkehr

#### Straße
Brachttal ist an das Autobahnnetz über die Bundesstraße 276, die zur Anschlussstelle (AS 45) Bad Orb-Wächtersbach der A 66 führt, angebunden.

#### Bahn
Am nächsten Bahnhof Wächtersbach an der Bahnstrecke Frankfurt-Fulda sichern Regionalverbindungen den Anschluss an die Verkehrsknotenpunkte Frankfurt (Main), Frankfurt (Main) Süd und Fulda. Der Regional-Express Fulda–Frankfurt (RE 50) verkehrt im Stundentakt, hinzu kommt die Regionalbahn Wächtersbach–Frankfurt (RB 51). Der Bahnhof ist behindertengerecht ausgebaut.

#### Radwege
Es besteht Anschluss an das Radwegenetz Hessen über den Vogelsberger Südbahnradweg, welcher durch Brachttal führt. Auf diesem verkehrte bis 1967 die heute stillgelegte Vogelsberger Südbahn. Anschluss besteht auch zum Hessischen Radfernweg R3. Er führt als Rhein-Main-Kinzig-Radweg von Rüdesheim nach Tann in der Rhön.
In Schlierbach sowie Neuenschmidten besteht zudem auch Anschluss an den Vogelsberger Vulkan Express, einem Fahrradbus. In Bad Orb beginnend, verkehrt er entlang des Vulkanradweges, von Anfang Mai bis Ende Oktober an Samstagen, Sonn- und Feiertagen. Die Endhaltestellen der Linie sind Bad Orb und Hoherodskopf. Es gelten die Tarife des Rhein-Main-Verkehrsverbundes.

#### Öffentlicher Nahverkehr
Die Buslinien MKK-71 und MKK-72 der Kreiswerke Main-Kinzig GmbH stellen eine stündliche Verbindung über die Orte Wächtersbach-Schlierbach-Neuenschmidten-Birstein dar. Die Ortsteile Hellstein und Udenhain sind jeweils im Zweistundentakt über die längere Linie MKK-71 nach Wächtersbach und Birstein verbunden.
Die in unregelmäßigen Zeitabständen verkehrende Buslinie MKK-73 verbindet die Ortsteile Spielberg und Streitberg mit Wächtersbach.

### Digitales Netz
Am 3. Juni 2014 wurde Brachttal durch die Breitband Main-Kinzig GmbH an das Glasfasernetz angeschlossen. Dadurch wurde eine Versorgung mit 50 Mbit/s realisiert.

### Medien

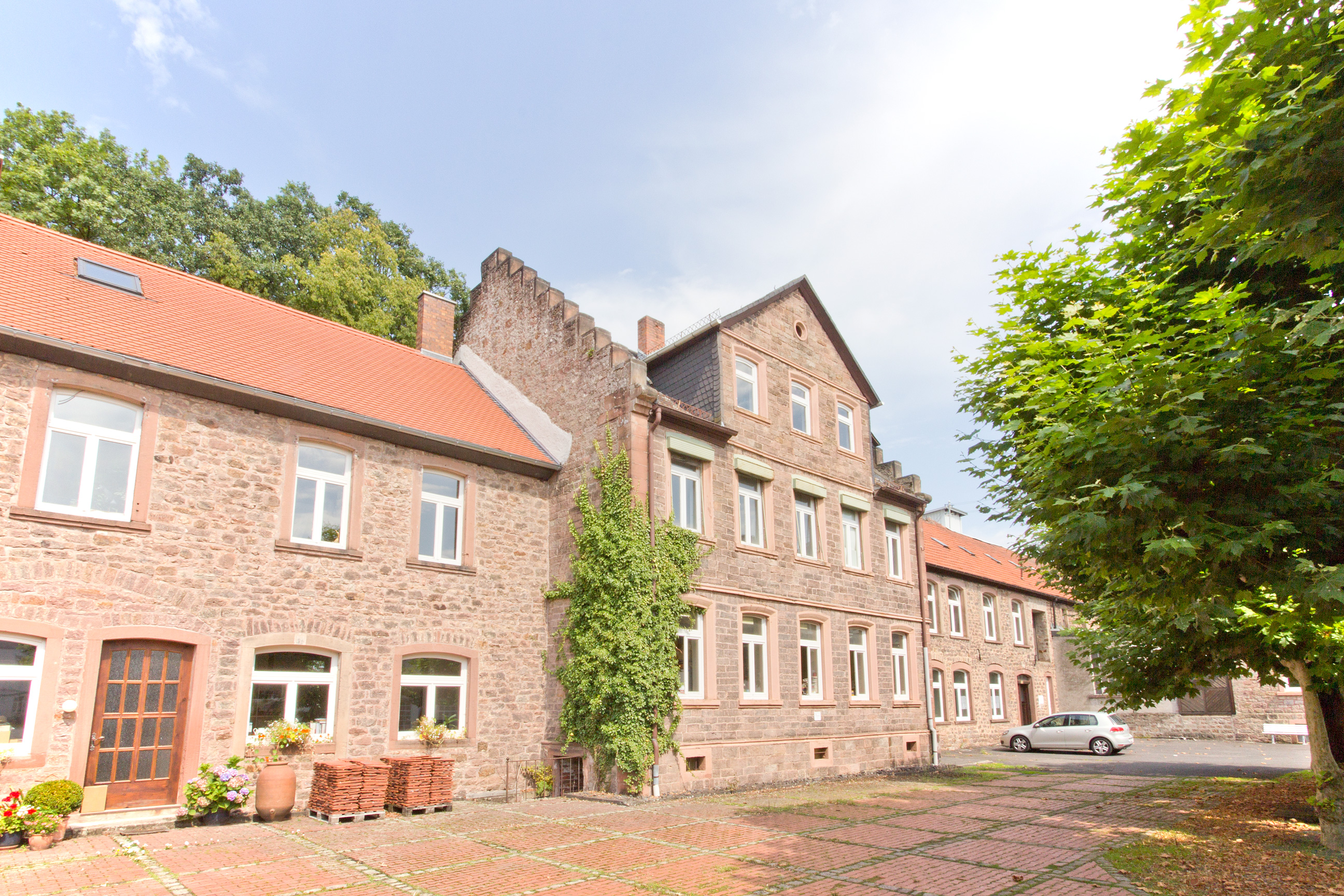
Waechtersbacher Keramik-Verwaltungsgebäude

An Tageszeitungen gibt es die Gelnhäuser Neue Zeitung. Das amtliche Verkündigungsorgan der Gemeinde stellt die wöchentlich erscheinende Zeitung Die Regionale dar, diese wird auf der Gemeindewebsite regelmäßig veröffentlicht. Das seit 1833 existierende Gelnhäuser Tageblatt wurde dagegen zum 31. März 2017 eingestellt. An Online-Zeitungen stehen Osthessen News und Vorsprung Online sowie die Onlineausgaben der Gelnhäuser Neue Zeitung und der Fuldaer Zeitung zur Verfügung.

### Ansässige Unternehmen
- bis 2011 Waechtersbacher Keramik, bedeutende Keramikmanufaktur seit 1832
- verschiedene kleine mittelständische Unternehmen, darunter Handwerksbetriebe und Maschinenbau

## Persönlichkeiten

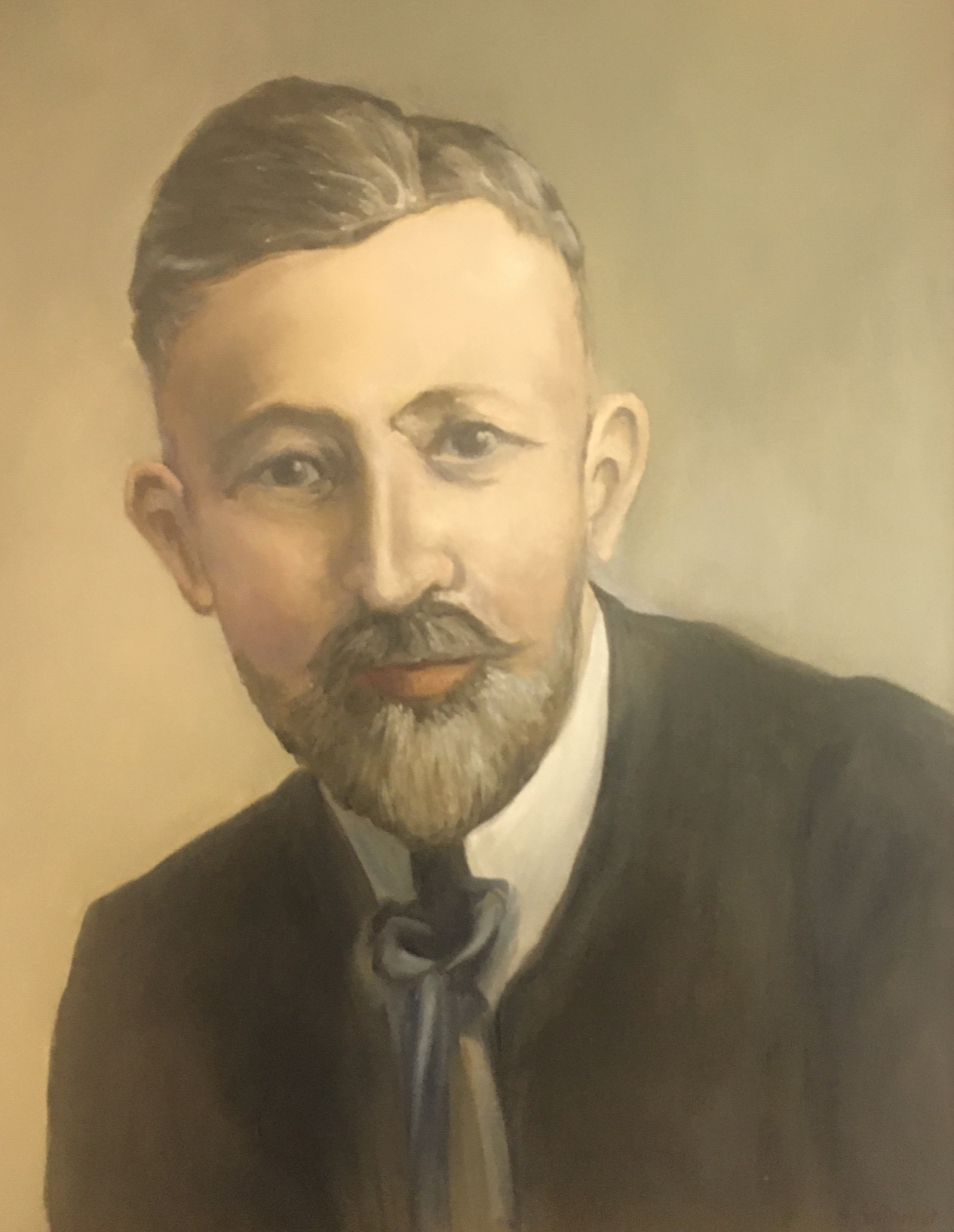
Christian Neureuther

### Töchter und Söhne des Ortes
- Curt Cress (* 1952, Schlierbach), deutscher Schlagzeuger und Komponist

### Mit der Gemeinde verbundene Personen
- Adolf II. zu Ysenburg-Wächtersbach (1795–1859), war einer der Gründer der keramische Fabrik, die Waechtersbacher Keramik. Nach dem Erwerb der für den Produktionsprozess wichtigen Schlierbacher Mühle wurde die Produktion zum 1. Januar 1834 von Weilers nach Schlierbach verlegt.

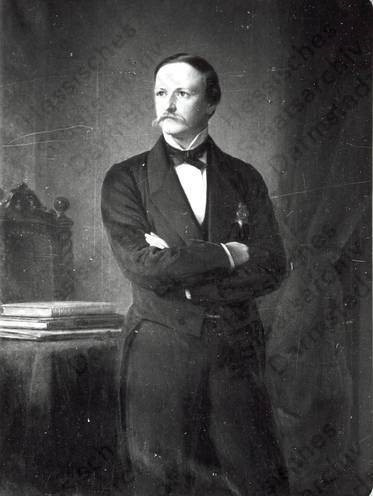
Fürst Ferdinand Maximilian III. zu Ysenburg-Büdingen in Wächtersbach

- Ferdinand Maximilian III. Graf (ab 1865 Fürst) zu Ysenburg und Büdingen (1824–1903); in seiner Regierungszeit „ging die Fabrik in den Besitz des Fürsten von Ysenburg-Wächtersbach über“[42].
- Max Roesler  (* 1840 in Regensburg; † 1922 in Rodach) hatte 1861–1874 die technische und kaufmännische Leitung der Waechtersbacher Keramik inne. Dort ist er auch als Förderer der Entwicklung von Schlierbach aufgetreten.
- Christian Neureuther (1868–1921), Kunstkeramiker, Erfinder des „Wächtersbacher Jugendstils“, Begründer des Keramischen Ateliers Wächtersbach. Er war sein Leben lang, von der ersten beruflichen Tätigkeit bis zum Ende seines aktiven Schaffens, mit Schlierbach verbunden und prägte 2 Jahrzehnte die Wächtersbacher Keramik. Seine ehemalige Villa, mit der Figur der antiken Glücksgöttin Fortuna davor, einem seiner Jugendwerke, erinnern noch heute an ihn.
- Dina Kuhn (1891–1963), Mitglied der Wiener Werkstätte, national und international vielfach ausgezeichnete Künstlerin, war ab 1938 als Dekorateurin und Modelleurin in der Waechtersbacher Manufaktur prägend tätig[43]
- Ursula Fesca (1900–1975), Keramikerin, in zwei kreativen Schaffensperioden (1931–1939 und 1947–1965) entwarf sie moderne, an den Bauhausstil angelehnte Keramiken für die Steingutfabrik Waechtersbach in Schlierbach